# Козявка садовая
Козявка садовая (лат. Galeruca pomonae) — вид листоедов (Chrysomelidae) из подсемейства козявок (Galerucinae). Населяет западную часть Палеарктического региона от Португалии до Центральной Азии. Galeruca pomonae питаются растениями из семейства ворсянковых, а именно растениями рода ворсянка (Dipsacus).